# Khnumhotep I
Knumhotep I (fl. XX secolo a.C.) è stato un nobile e politico egizio, nomarca del 16º nomo del Basso Egitto (Nomo di Oryx) durante la XII dinastia egizia durante il regno di Amenemhat I.

## Biografia
Knumhotep I è il primo membro noto di una potente famiglia di nomadi e funzionari, ospitata a Minya, che durò per gran parte della XII dinastia; molti suoi discendenti presero il nome da lui, fra i quali figura suo nipote Khnumhotep II, noto per le decorazioni della sua tomba. Alcune informazioni sulla vita del nomarca provengono dalla sua tomba (BH14) e da quella del nipote (BH3). Sua madre era una signora di nome Baqet, mentre il padre è sconosciuto. Probabilmente la sua famiglia ne sostituì un'altra, sempre di origini nomadi e attivi a Minya durante la 2ª parte dell'XI dinastia i cui membri erano chiamati di solito Khety e Baqet (un membro noto di questa famiglia era Baqet III).

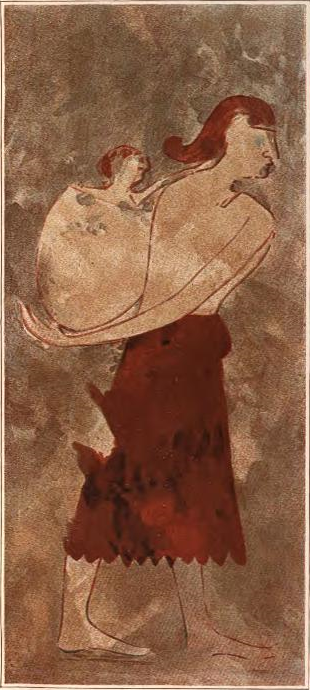
Una donna libica con il suo bambino, raffigurata nella tomba di Khnumhotep I

Dalle iscrizioni trovate nella sua tomba si capisce che all'inizio del suo governo ha accompagnato il faraone Amenemhat I a una spedizione militare volta a cacciare un nemico dalla loro patria, il suo nome venne omesso per coprira la sua "immortalità" non voluta, na senza dubbio fu uno dei rivali di Amenemhat, forse Segerseni. Alla fine riuscì a battere i nubiani e gli asiatici e Khnumhotep venne premiato per la sua fedeltà con il titolo conte di Minya. In seguito ottenne altri titoli come portatore del sigillo reale,unico compagno e principe ereditario. Sposò una donna di nome Zatipi. Dopo la morte di Khnumhotep i suoi titoli passarono al figlio Nakht prima e a un uomo non imparentato con la sua famiglia chiamato Amenemhat– "nomarca durante la XII dinastia". Poi, infine passarono nuovamente a uno dei suoi parenti, Netjernakht. Ebbe anche una figlia che si chiamava Baqet, madre di Khnumhotep II che ereditò il titolo di nomarca dopo di lui.